# フランソワーズ☆
フランソワーズ広田（フランソワーズひろた、1977年2月16日 - ）は、日本の元モデル、タレント。身長169cm、体重50kg、血液型O型。
フランス出身で、フランス人のクォーター。一時期、LLPW所属のプロレスラー・フランソワーズ☆として活動していたが、2009年からハッスルの高田モンスター軍に「海外エージェント」として参加している。

## 来歴
プロレスとの関わりは、2000年2月26日放送の『めちゃ2イケてるッ!』（フジテレビ）の「めちゃ日本女子プロレス」への出演まで遡る。
2001年1月からGammaのマネージャーとして大阪プロレスのリングに登場。2002年1月3日の大阪府立臨海スポーツセンター大会では選手として出場、鮮やかなハリケーン・ラナを決める。この時期には『週刊プロレス』にインタビュー記事やグラビア風の写真が掲載されたりしていたこともある。同年4月からNHK教育テレビの『フランス語会話』にベアトリス・バヴァルド役で1年間レギュラー出演。それに伴い、6月にマネージャーを卒業。
同番組卒業後には2004年12月にイメージDVD『エロトマニア』（竹書房）を発売するなどタレント活動を続ける一方で、同年2月にはAtoZの後楽園ホール大会で堀田祐美子のマネージャーを務めるなど、プロレスとの関わりを続けていた。
2006年に一念発起してLLPWに入門。練習生生活を経て2007年1月5日の後楽園ホール大会で佐藤綾子相手にデビュー戦を行ったが、その後退団。
2009年1月30日にハッスルが主催する舞台『ラブ＆ハッスル』に出演。2月10日、高田モンスター軍の会見で、海外エージェント「フランソワーズ」として紹介された。

## 所属
- LLPW（2006年 - 2008年）
- ハッスル（2009年 - ）

## 入場テーマ曲
- BE MY LOVER (La Bouche)

## 出演
- フランス語会話（NHK教育、2002年）
- 山田広野のサバイバルビーチ（2007年） - 主演・ジェーン 役

## 写真集
- 『エロトマニア』（2004年、竹書房）